# Łuka (rejon kałuski)
Łuka (ukr. Лука) – wieś na Ukrainie, w  obwodzie iwanofrankiwskim, w rejonie kałuskim, nad Dniestrem.
Na początku XX wieku tamtejsze dobra (z Kuleszówką i Stopami) posiadał Henryk Prek.